# 塩灘駅
塩灘駅（ヨムタンえき、염탄역）は、朝鮮民主主義人民共和国の鉄道駅である。黄海南道新院郡に位置している。